# Alfonso Onunwor
Alfonso Onunwor (Cleveland, ...) è un giocatore di football americano statunitense che milita nel ruolo di wide receiver.
dopo aver giocato per due diverse squadre universitarie si è trasferito nel campionato giapponese, prima agli Elecom Kōbe Finies e poi ai Panasonic Impulse.